# Anderl Molterer
Andreas Molterer, dit « Anderl Molterer », né le 8 octobre 1931 à Kitzbühel (Tyrol) et mort le 25 octobre 2023 dans la même ville, est un skieur alpin autrichien membre du Kitzbüheler Ski Club.

## Palmarès

### Jeux olympiques d'hiver
| Épreuve / Édition         | Descente | Slalom géant | Slalom  |
| JO 1956 Cortina d'Ampezzo | Bronze   | Argent       | Abandon |
| JO 1960 Squaw Valley      | 19e      | 12e          | —       |

### Championnats du monde
| Épreuve / Édition         | Descente | Slalom géant | Slalom  | Combiné |
| Mondiaux 1954 Åre         | 34e      | Bronze       | 5e      | 7e      |
| JO 1956 Cortina d'Ampezzo | Bronze   | Argent       | Abandon | —       |
| Mondiaux 1958 Bad Gastein | 5e       | 6e           | 8e      | 5e      |
| JO 1960 Squaw Valley      | 19e      | 12e          | —       | —       |

### Arlberg-Kandahar
- K de diamant
- Vainqueur du Kandahar 1953 à Sankt Anton, 1954 à Garmisch et 1956 à Sestrières
  - Vainqueur de la descente 1956 à Sestrières
  - Vainqueur des slaloms 1953 à Sankt Anton et 1956 à Sestrières